# Aimé Uriot
Aimé Uriot né à Rosières-aux-Salines le 23 juillet 1852 et mort dans la même ville le 13 avril 1923 est un peintre français. Il pratique également le laiton et le cuir repoussés.
Artiste rattaché à l'Art nouveau, il est membre adhérent de l'École de Nancy.

## Biographie
Aimé Uriot est né à Rosières-aux-Salines où son père s'est installé, travaillant comme palefrenier au haras.
Il étudie le dessin à l'École des beaux-arts de Nancy avant de débuter professionnellement comme peintre-décorateur à la faïencerie de Saint-Clément. Parmi ses œuvre d'alors se distinguent trois stations pour le chemin de croix que présente la manufacture à l'Exposition universelle de 1878.
Habitant par la suite Nancy où il travaille notamment pour Émile Gallé de 1882 à 1905 tout en étant professeur de dessin, Uriot reste très attaché à sa commune de naissance et y retourne régulièrement avant de s'y installer définitivement vers 1906-1907, dans la maison située au 12, rue Léon Bocheron, pour y enseigner la peinture et le dessin. Il reste cependant actif à Nancy, via la Société lorraine des amis des arts ou Le Pays lorrain.
Aimé Uriot est demeuré célibataire et n'a pas eu d'enfant.

## Œuvres
Les premières œuvres d'Aimé Uriot sont des peintures sur faïence. Rapidement, il se tourne vers la peinture à l'huile sur toile et réalise de nombreux paysages : Rosières, son grand pont et la campagne environnante sont ses thèmes de prédilection.
Il exécute aussi de petits cuirs repoussés (portefeuilles, cadres) qu'il semble avoir réservés à son cercle d'intimes.
Il pratique également le repoussé sur des feuilles de laiton et réalise parfois les cadres de ses peintures avec cette technique.
Le musée de l'École de Nancy conserve un sous-main en cuir repoussé et ciselé à motif de fougères.

## Postérité
Une rue en impasse à Rosières-aux-Salines porte son nom depuis 2017